# آتیلا ییلدیریم
آتیلا ییلدیریم (انگلیسی: Attila Yıldırım؛ زادهٔ ۲۲ نوامبر ۱۹۹۰) بازیکن فوتبال اهل پادشاهی هلند است.
از باشگاه‌هایی که در آن بازی کرده‌است می‌توان به باشگاه فوتبال قاسم‌پاشا اسپور، باشگاه فوتبال بوکاسپور، باشگاه فوتبال شانلی‌اورفا اسپور، باشگاه فوتبال الازیغ‌اسپور، باشگاه فوتبال قونیه‌اسپور، و باشگاه فوتبال اوترخت اشاره کرد.